# Marie Laforêt

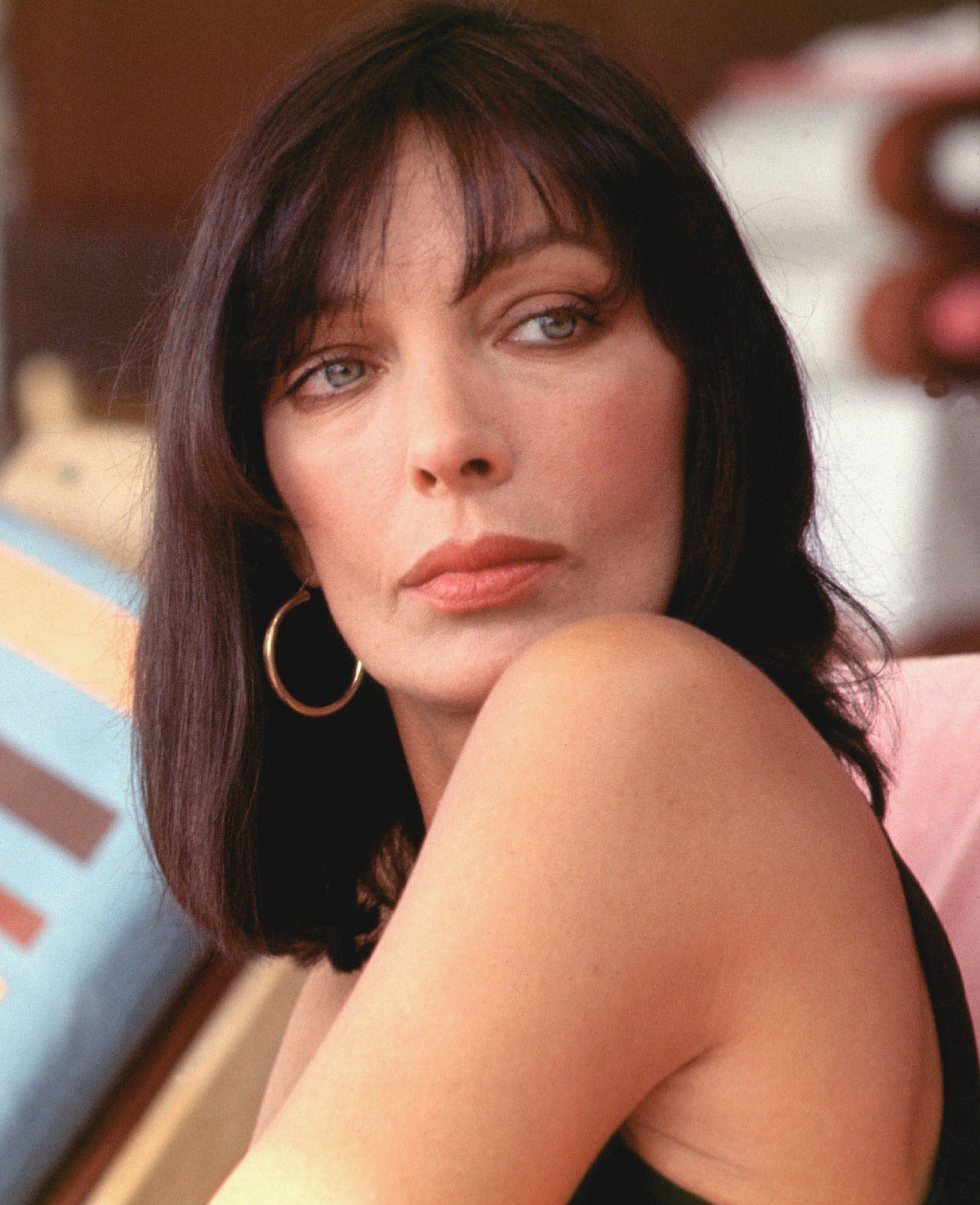
Marie Laforêt in Venedig (1985)

Marie Laforêt (eigentlich Maïténa oder Maïtène Marie Brigitte Douménach) (* 5. Oktober 1939 in Soulac-sur-Mer, Département Gironde, Frankreich; † 2. November 2019 in Genolier, Waadt, Schweiz) war eine französisch-schweizerische Chanson-Sängerin und Schauspielerin.

## Jugend und Ausbildung
Marie Laforêt wuchs zunächst in Soulac-sur-Mer und danach kriegsbedingt in Cahors und Lavelanet im Département Ariège an den Pyrenäen, dem Heimatort ihres Großvaters, auf. Im Erwachsenenalter bezeichnete sie sich gelegentlich, nach ihren Wurzeln befragt, als Ariégeoise. Nach der Rückkehr des Vaters aus der Kriegsgefangenschaft in Deutschland ließ sich die Familie in Valenciennes, dann in Paris nieder. Hier besuchte Laforêt das Lycée Jean-de-La Fontaine im 16. Arrondissement, an dem ihr Interesse am Theater geweckt wurde. Ihre Künstlerkarriere begann, als sie im Jahr 1959 den Nachwuchswettbewerb des Rundfunksenders Europe No. 1, „Naissance d'une étoile“, gewann. Infolgedessen wurde der Regisseur Louis Malle auf sie aufmerksam und wollte sie für seinen Film Liberté engagieren, doch kam das Filmprojekt nie zustande. Noch im selben Jahr trat Laforêt dennoch in ihrem ersten Spielfilm auf (siehe unten) und nahm Unterricht bei dem Schauspieler Raymond Rouleau. Nahezu gleichzeitig startete ihre Gesangskarriere.

## Gesangskarriere
Anfang der 1960er Jahre erfolgten erste Schallplattenaufnahmen Laforêts als Sängerin. Ihr erster Hit hieß Les vendanges de l’amour (1963). Zu ihren größten musikalischen Erfolgen zählen La tendresse (1964), Ivan, Boris et moi (1967), Viens, viens (1973), Cadeau (1974) und Il a neigé sur yesterday (1977), eine Hommage an die Band The Beatles. Erfolgreich waren auch ihre Aufnahmen internationaler Hits wie Paint It Black der Band The Rolling Stones (Marie douceur, Marie colère), The Sound of Silence (La voix du silence) sowie El cóndor pasa (La flûte magique) von Simon & Garfunkel und Summer Wine von Nancy Sinatra und Lee Hazlewood (Le vin de l’été).
Laforêt veröffentlichte bis Anfang der 1990er Jahre mehrere Langspielplatten. Neben ihren französischen Aufnahmen entstanden auch Lieder auf Deutsch, Italienisch, Englisch, Spanisch, Portugiesisch und Japanisch. Von ihren Alben wurden insgesamt rund 35 Millionen Exemplare verkauft, von denen die Sängerin nach eigenen Angaben den Vertragsbedingungen jener Zeit entsprechend (als Angestellte ihrer Plattenfirma) nur in bescheidenem Maße profitierte. Von ihrer Gesangsstimme sagte sie: „Je n'ai pas une voix, j'ai un timbre“ („Ich habe keine Stimme, ich habe ein Timbre“).
Posthum erschien 2020 die Box Marie Laforêt Intégrale, bestehend aus 18 CDs mit fast 400 Chansons.

## Schauspielkarriere
Ihr offizielles Filmdebüt gab Marie Laforêt an der Seite von Alain Delon und Maurice Ronet in René Cléments Krimiklassiker Nur die Sonne war Zeuge (1960) nach dem Roman Der talentierte Mr. Ripley von Patricia Highsmith. Bereits 1959 gedreht, jedoch erst 1961 veröffentlicht wurde die Filmkomödie Saint Tropez Blues, in der Laforêt zusammen mit Jacques Higelin auch als Musikerin in Erscheinung trat. Sprichwörtlich wurde Das Mädchen mit den Goldaugen, das sie 1960 in einer modernen Adaption des gleichnamigen Romans von Honoré de Balzac spielte und mit dem sie noch 2019 anlässlich ihres Todes in Presseberichten assoziiert wurde.
In den folgenden Jahren drehte Laforêt mit vielen bekannten Schauspielern, so 1963 an der Seite von Charles Aznavour in Rattenfalle Amerika. Mit dem Regisseur Claude Chabrol drehte sie 1965 M.C. contra Dr. Kha (Originaltitel: Marie-Chantal contre le Docteur Kha), in dem sie die Marie-Chantal spielt. Hier war sie an der Seite von Francisco Rabal und Stéphane Audran zu sehen. In Fröhliche Ostern spielte sie 1984 neben Sophie Marceau und Jean-Paul Belmondo. Mit Belmondo hatte Laforêt bereits zuvor öfters vor der Kamera gestanden: in Galante Liebesgeschichten (1961), Jagd auf Männer (1964), Der Windhund (1979) und Die Glorreichen (1984). In der internationalen Produktion Der Diamantenprinz war sie 1967 mit George Hamilton und Lilli Palmer zu sehen. Ihre letzte größere Filmrolle spielte sie 2008 in Das Büro Gottes mit Nathalie Baye und Béatrice Dalle; danach erschien sie 2010 noch einmal in einem Kurzfilm. Ihr Schaffen als Film- und Fernsehschauspielerin umfasst mehr als 50 Produktionen.

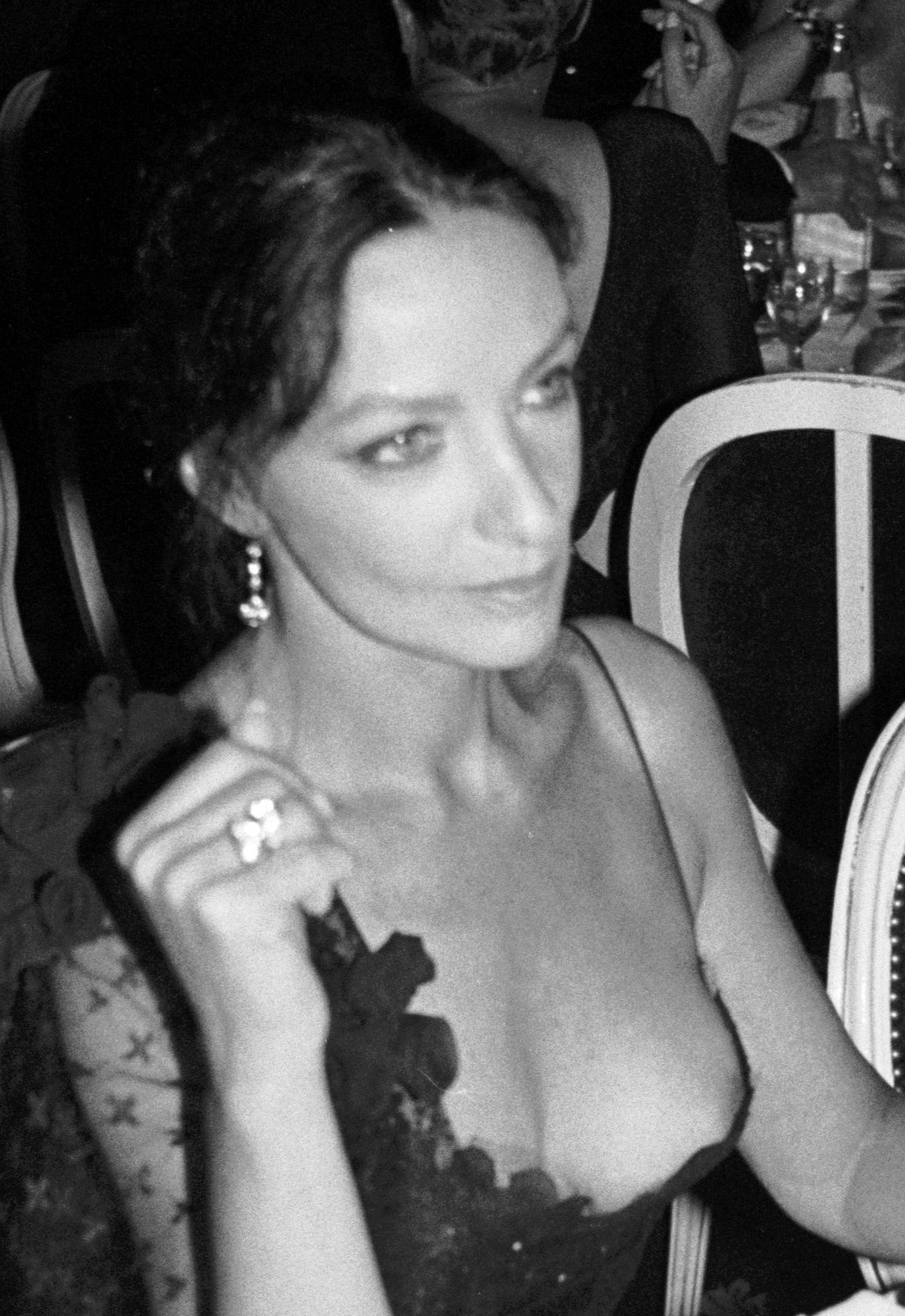
Marie Laforêt (1989)

In ihren späteren Jahren spielte sie hauptsächlich Theater. Für ihre Interpretation der Maria Callas in Terrence McNallys Stück Master Class wurde sie zweimal für den französischen Theaterpreis Molière als beste Hauptdarstellerin nominiert.

## Weitere Aktivitäten
Marie Laforêt lebte seit 1978 in der französischsprachigen Schweiz und war Schweizer Staatsbürgerin. Eine Zeitlang führte sie an ihrem Wohnort, Genf, eine Kunstgalerie und arbeitete als Auktionatorin.  

## Tod und Würdigung
Marie Laforêt starb am 2. November 2019 im Alter von 80 Jahren in der Schweiz, nachdem sie in ihren letzteb Lebensjahren zeitweilig in Südspanien gelebt hatte. Der französische Kulturminister, Franck Riester, würdigte sie mit den Worten: „Marie Laforêt incarnait une forme de liberté totale. Liberté dans ses choix artistiques, liberté dans sa vie“ („Marie Laforêt verkörperte eine Form von absoluter Freiheit – in ihren künstlerischen Entscheidungen ebenso wie im Privatleben.“) Ihre Beisetzung fand auf dem Cimetière du Père-Lachaise (49. Division) in Paris statt.

## Persönliches
Laforêt war viermal verheiratet: mit dem Regisseur Jean-Gabriel Albicocco 1961, dem Kunsthändler Alain Kahn-Sriber 1971–1976, dem Chirurgen Pierre Meyer ab 1980 und schließlich dem Börsenmakler Eric de Lavandeyra von 1990 bis 1994. Nach Angaben ihrer Kinder war sie mit dem sephardisch-marokkanischen Geschäftsmann Judas Azuelos nicht verheiratet, auch wenn dies in verschiedenen Quellen behauptet wurde. Gleichwohl hatte sie aus dieser Beziehung zwei Kinder, darunter die französische Regisseurin und Drehbuchautorin Lisa Azuelos. Aus der Ehe mit Kahn-Sriber stammt eine weitere Tochter. Die Scheidung von Lavandeyra vollzog sich im Kontext eines Finanzskandals um den 2007 verurteilten Politiker Didier Schuller; von Laforêt soll der Sohn Schullers eine CD mit Daten aus dem Besitz Lavandeyras erhalten haben, die zum Auffinden des in die Karibik geflohenen Didier Schuller führte.
Im Jahr 1998 gab Laforêt bekannt, in früher Kindheit von einem Nachbarn missbraucht worden zu sein. „Impossible d’en parler pendant des décennies. Sans ce viol, je n’aurais pas fait un métier public qui allait à l’encontre de ma timidité naturelle. J’ai choisi un métier exutoire“, erklärte sie in einem Interview. („Jahrzehntelang war es mir unmöglich, davon zu sprechen. Ohne die Vergewaltigung hätte ich keinen Beruf gewählt, der in der Öffentlichkeit stattfindet und meiner natürlichen Schüchternheit zuwiderläuft. Er diente mir als Ventil.“)

## Diskografie (Auswahl)

### Alben
| Jahr | Titel                   | Höchstplatzierung, Gesamtwochen, AuszeichnungChartplatzierungen (Jahr, Titel, Platzierungen, Wochen, Auszeichnungen, Anmerkungen) | Höchstplatzierung, Gesamtwochen, AuszeichnungChartplatzierungen (Jahr, Titel, Platzierungen, Wochen, Auszeichnungen, Anmerkungen) | Anmerkungen                    |
| Jahr | Titel                   | FR | BEW | Anmerkungen                    |
| ---- | ----------------------- | --- | --- | ------------------------------ |
| 1964 | Marie Laforêt (1964)    | FR104 (24 Wo.)FR | — | Charteinstieg in FR erst 2020  |
| 1988 | Marie Laforêt (1988)    | — | BEW68 (2 Wo.)BEW | Charteinstieg in BEW erst 2019 |
| 2002 | CD Story                | — | BEW69 (1 Wo.)BEW | Charteinstieg in BEW erst 2019 |
| 2020 | Marie Laforêt Intégrale | FR103 (1 Wo.)FR | BEW72 (3 Wo.)BEW |                                |

grau schraffiert: keine Chartdaten aus diesem Jahr verfügbar

### Singles
- À demain my darling
- Au printemps
- Ay! Tu me plais
- Blanche nuit de satin – 1982 (Original: Nights in white satin)
- Cadeau – 1974
- Choux, cailloux, genoux, époux…
- Emporte-moi
- Entre toi et moi
- Frantz
- Harmonie – 1978
- Il a neigé sur Yesterday – 1977
- Immer wieder Sonnenschein – 1964
- Ivan, Boris et moi – 1967
- Je n’ai rien appris
- Je suis folle de vous
- Je vois (Donna sola) – 1977
- Je voudrais tant que tu comprennes – 1966
- Julie Crèvecoeur
- Katy cruelle
- L’amour comme à 16 ans – 1973
- L’orage – 1966
- La bague au doigt
- La baie des anges – 1979
- La cavale
- La flûte magique (Original: El cóndor pasa)
- La plage (La playa) – 1964
- La tendresse – 1964
- Le lit de Lola – 1967
- Le roi a fait battre le tambour – 1963
- Les noces de campagne – 1964
- Les vendanges de l’amour – 1963
- Luciana
- Mach mir nichts vor – 1964
- Maine Montparnasse – 1976
- Manchester et Liverpool – 1966
- Marie douceur, Marie colère – 1966 (Original: Paint It Black)
- Moi, je voyage – 1979
- Mon amour, mon ami – 1967
- Noé
- Parlez-moi d’amour – 1980
- Qu’est-ce qui fait pleurer les filles? – 1963
- Qu’y a-t-il de changé? – 1968
- Qué calor la vida – 1968
- Roman d’amour – 1978
- Saint-Tropez blues – 1960
- Sébastien – 1967
- Mais si loin de moi – 1963
- Tom – 1967
- Tu es laide
- Tu fais semblant – 1963
- Tumbleweed – 1960
- Viens sur la montagne – 1964
- Viens (me dire encore) – 1973
- Viens, viens – 1973
- V’là l’bon vent – 1963
- Warszawa – 1973 (Original: Goodbye Mama)
- Y’a pas d’raison – 1983

## Filmografie (Auswahl)
- 1960: Nur die Sonne war Zeuge (Plein soleil)
- 1960: Das Mädchen mit den goldenen Augen (La fille aux yeux d’or)
- 1964: 100 Millionen im Eimer (Cent briques et des tuiles)
- 1964: Jagd auf Männer (La chasse à l’homme)
- 1965: Mädchen für die Soldaten (Le soldatesse)
- 1965: M. C. contra Dr. Kha (Marie-Chantal contre le Docteur Kha)
- 1967: Der Diamantenprinz (Jack of Diamonds)
- 1978: Der Windhund (Flic ou voyou)
- 1983: Die Glorreichen (Les Morfalous)
- 1984: Fröhliche Ostern (Joyeuses Pâques)
- 1985: Tangos (Tangos, el exilio de Gardel)
- 1987: Allein gegen die Mafia (La Piovra; TV-Serie)
- 1987: Schmutziges Schicksal (Sale destin)
- 1990: An einem kalten Morgen im Mai (Una fredda mattina di maggio)
- 1993: Verschwörung im Dunkeln (A che punto è la notte?)
- 1996: Tykho Moon